# اولیویا اوبرایان
اولیویا اوبرایان (به انگلیسی: Olivia O'Brien) (زاده ۲۶ نوامبر ۱۹۹۹) خواننده-ترانه‌سرا آمریکایی است. او با فری والدن 6 ماه در رابطه به سر میبرد و بعد از طرد شدن او توسط وی وارد رابطه ای نشد .